# سولفامتوکسی‌پیریدازین
سولفامتوکسی‌پیریدازین(به انگلیسی: Sulfamethoxypyridazine) یک آنتی‌بیوتیک سولفونامیدی است.